# Ragazze dell'Olimpo

Logo della serie.

Ragazze dell'Olimpo è una saga letteraria italiana scritta da Elena Kedros, pubblicata da Mondadori a partire dal 2008. La saga narra le avventure di Luce, Hoon e Sid, tre ragazze che frequentano il primo anno del liceo nella città di Rainbow Hill, che scoprono di essere le reincarnazioni delle dee greche Afrodite, Atena e Artemide.
I diritti dei romanzi sono stati acquistati in vari paesi del mondo: Francia, Ungheria, Serbia, Spagna, Turchia, Belgio, Paesi Bassi, Brasile, Grecia, Romania e Russia; la serie è stata tradotta in dodici lingue e ha venduto in Italia 140 000 copie.

## Personaggi
Hoon Song
Doppiata da: Monica Vulcano
È una ragazza di origini coreane, intelligente e riflessiva; le piace leggere, ma non è molto studiosa. È gentile con tutti e, al contrario di Luce, non ama ribattere. Soffre di dislessia. È Atena, la dea della ragione, della sapienza, della filosofia e della saggezza. Riflette sempre prima di ogni decisione: quando medita, si estrania completamente dal mondo esterno. Quando vuole rilassarsi, mette in fila qualsiasi oggetto le capiti sotto mano e scrive lunghe liste di cose che deve fare. Sulla Terra i suoi poteri consistono nell'avere dei clic mentali che le permettono di sapere cose che prima non sapeva di conoscere; sull'Olimpo può evocare fulmini e folgori viola dagli occhi. La sua pietra è un'ametista, simbolo dei poteri mentali, incastonata in un orecchino a forma di civetta. È la fidanzata di Morfeo, il dio dei sogni, che lei, quando non ricordava ancora il suo nome, ha rinominato Jared. I suoi genitori gestiscono un megastore, il Dream's Emporium. Sua madre Hana è molto severa, suo padre Shin è un uomo sbadato che compra oggetti invendibili, mentre suo fratello maggiore Yong è pigro e sbadato. È nata il 23 novembre.
Luce Grimaldi
Doppiata da: Alessandra Berardi
È una ragazza solare, allegra ed ottimista. Luce è superstiziosa, non sopporta le ingiustizie e per lei non esistono mezze misure. È Afrodite, la dea dell'amore e della bellezza, ma anche delle emozioni, da cui si lascia spesso trasportare. Ha il terrore dei serpenti . Inizialmente, fa fatica ad accettare la sua natura divina. Sulla Terra i suoi poteri consistono nel convincere chiunque a fare qualsiasi cosa sbattendo le ciglia, purché non sia un'azione troppo contraria alla volontà della persona coinvolta. Sull'Olimpo può anche usare le pietre degli altri dei e impossessarsi dei poteri dei suoi nemici per usarli contro di loro, sebbene rischi di diventarne schiava e dimenticare chi sia. La sua pietra è una fusione tra quarzo rosa e quarzo rosso, simbolo dell'amore e del fluire delle emozioni, incastonata nel pendente a forma di cigno della sua collana (creata da Gail, la madre di Sid). Successivamente diventa la ragazza di Dude. Suo padre Manuel le permette di fare tutto quello che vuole ed è un produttore televisivo; sua madre Eloisa, in apparenza molto severa, è la sua assistente, mentre Gingi, il suo fratellino di 5 anni, è un bambino dispettoso e disubbidiente. Alla fine della serie, alla famiglia si aggiunge la cagnolina Penny. È nata il 23 novembre.
Sidney "Sid" Madison
Doppiata da: Sabine Cerullo
È una ragazza decisa e combattiva, campionessa di scherma. Scorbutica e burbera, in realtà è anche molto dolce e sensibile, soprattutto con il suo cane Daimon, il suo migliore amico Dude, e successivamente, con Luce e Hoon. Reincarnazione della dea della caccia, Artemide, la quale si circondava sempre di cani: Sid, infatti, ha un bouledogue français pezzato di nome Daimon, che crede di essere il suo protettore. I suoi poteri sulla Terra le permettono di avere una forza e agilità non comuni, mentre sull'Olimpo può trasformare la sua pietra in qualunque oggetto. La sua pietra è un'ossidiana nera, simbolo del coraggio guerriero, uguale a quella appartenuta a suo padre, che tiene montata su un portachiavi. Pur non essendo una ragazza romantica, si innamora di Soter. Ha perso suo padre David durante un terremoto quando aveva poco più di tre anni, ma lo ritrova sull'Olimpo con il nuovo nome di Auron. Infatti, la dea, ancora bambina, aveva inconsciamente invocato Iris, che l'aveva salvato, trasportandolo sull'Olimpo. Sua madre Gail, una designer di gioielli, è affettuosa e gentile, cerca di non litigare mai con sua figlia e nei suoi confronti si comporta come se fosse una sorella. È nata il 23 novembre.
Dude Morrison
Doppiato da: Marco Briglione
È il migliore amico di Sid da quando erano molto piccoli e praticano scherma insieme. Ama il bowling e lo sci, è tranquillo e socievole. Stringe amicizia con Sasha, un nuovo ragazzo, senza sapere che è un servo di Ares. Egli gli regala il rubino di Dioniso, che lo piega al servizio del dio della Guerra. Dude riesce, inspiegabilmente, a sopravvivere ai poteri divini e viene liberato da Hoon, Luce e Sid. Successivamente, venuto a conoscenza della verità, aiuta le tre dee contro Ares. Diventa il ragazzo di Luce. Sua madre Klelia è una donna molto apprensiva.
Jared
Doppiato da: Omar Vitelli
In realtà è Morfeo, il dio greco dei sogni; sull'Olimpo aveva un paio di ali nere. È forte e coraggioso e farebbe qualsiasi cosa pur di aiutare Hoon, la sua ragazza, Luce e Sid. Si è sacrificato più volte, ma le tre dee l'hanno sempre riportato tra loro. Quando Atena, Afrodite e Artemide avevano bevuto l'Anambrosia per diventare mortali, lui aveva cercato di seguirle, anche se gli avevano chiesto di restare immortale per conservare i loro ricordi. Su di lui, l'Anambrosia non ha funzionato completamente poiché, sebbene sia diventato un mortale, mantenendo i ricordi delle ragazze, Ares è riuscito ad intrappolarlo prima che finisse sulla Terra, tenendolo rinchiuso in una bolla sul fondo di un lago.
Soter
Misterioso, diffidente e permaloso, inizialmente nessuno (soprattutto Auron) si fida di lui e pensa sia al servizio di Ares, a causa dell'espressione scura e dei suoi strani sorrisi, ma Sid riesce a dimostrare che è un bravo ragazzo. Protegge le armi che ci sono sull'Olimpo. Diventa il ragazzo di Sid.
Sicano ed Eadris
Doppiati da: Roberto Fidecaro (Sicano)
Sicano è un vecchio con gli occhi di pietra che vive nella Sinfalide e aiuta molte volte le dee, sa più di ciò che vede ed è molto rispettoso. Sicano ha tolto Eadris dalle schiere di Ares e l'ha adottata, rinunciando ai suoi occhi per strapparla al male. Eadris gli vuole bene come se fosse realmente suo padre e tradisce tutti e fa un patto con Ares per cercare, inutilmente, di proteggerlo, ritenendo che le dee non siano in grado di salvare l'Olimpo, ma Ares non mantiene la promessa. Nei romanzi, Eadris viene uccisa da Ares, e quando Luce, Hoon e Sid scendono nell'Ade per liberare Morfeo la perdonano per il suo tradimento.
David Madison/Auron
Padre di Sid, scomparve durante un terremoto nel parco di Blustery Hill quando la figlia aveva poco più di tre anni. La dea bambina riuscì inconsciamente a invocare Iris, che lo salvò, trasportandolo sull'Olimpo. Qui David si unì ai ribelli e ne divenne il capo con il nome di Auron. A causa di una ferita procuratosi durante la lotta, porta una maschera d'oro. Rivela a Sid di voler tornare a casa da lei e Gail, ma che è più utile sull'Olimpo, dove la può proteggere.
Ares
(Incipit di Ragazze dell'Olimpo - Lacrime di cristallo.)
È il nemico principale della serie ed acerrimo rivale delle tre dee. Orgoglioso, ambizioso, crudele, spietato e sadico, è assetato di potere e vuole vendicarsi degli uomini che si sono dimenticati dell'esistenza degli dei, conquistano la Terra annientando e distruggendo tutto quanto c'è di diverso da lui e dalle sue emanazioni. È il dio della guerra e i suoi poteri immensi gli hanno permesso di sconfiggere tutte le altre divinità, tranne Artemide, Afrodite e Atena, rinate sulla terra bevendo l'Anambrosia, bevanda che rende gli dei mortali.

## Trama

### Lacrime di cristallo
Il primo giorno alle scuole superiori, l'esuberante Luce Grimaldi conosce Hoon Song, una ragazza coreana gentile e disponibile. Luce e Hoon diventano presto amiche e si iscrivono al corso di storia pomeridiano tenuto dall'affascinante professor Kowalasky. Tuttavia, poiché il numero di partecipanti è superiore alle aspettative, il gruppo viene diviso e le due ragazze vengono destinate alla professoressa Johnson. La donna assegna loro una ricerca su Ares, Afrodite, Artemide e Atena, mettendole in gruppo con la scontrosa Sid Madison, con la quale Luce e Hoon hanno già avuto degli attriti. Il loro rapporto peggiora ulteriormente quando, a causa di un errore di Hoon, dovuto alla sua dislessia, Sid si ritrova a dover studiare tutta la ricerca e ad esporla da sola; la stanchezza la porta anche a perdere un'importante gara di scherma. Luce, convinta che Sid abbia esposto in anticipo la loro ricerca solo per fare bella figura con la professoressa a loro discapito, la attacca verbalmente. Quando Hoon si rende conto del suo sbaglio, le due amiche cercano di chiedere scusa a Sid, ma quest'ultima le evita perché infuriata con loro. Intanto le due ragazze si incontrano con Megan, una ragazza fredda e inespressiva, che aveva dato loro un'offerta di lavoro. La sera dell'appuntamento, Hoon e Luce incontrano Sid con Daimon, anche lei invitata da Megan, che arriva in quel momento, attaccandole, perché è in realtà una Sparti inviata da Ares per catturare le tre dee. Daimon attacca Megan per proteggere Sid, che la scaccia colpendola con un bastone. Riappacificatesi, le tre ragazze organizzano la loro festa di compleanno, approfittando del fatto che sono nate tutte lo stesso giorno. Mentre sono riunite a casa di Hoon, grazie ai suoi clic quest'ultima si accorge che possiedono delle capacità singolari e che è forse questo il motivo dell'attacco di Megan. Improvvisamente, il pavimento sembra liquefarsi, alla televisione appare il volto di un misterioso ragazzo che parla loro di Afrodite, Atena e Artemide e le tre giovani iniziano a piangere lacrime colorate, che diventano un'ametista viola, un misto di quarzo rosso e rosa e un'ossidiana nera. Hoon e Sid capiscono così di aver ereditato i poteri delle tre dee, mentre Luce cerca di fingere che nulla sia successo. Il giorno del loro compleanno, mentre si dirigono a piedi verso il locale dove è stata organizzata la festa, le tre ragazze vengono di nuovo attaccate da Megan, le cui fiamme le costringono a tuffarsi dal ponte per salvarsi la vita; grazie ad un'intuizione di Luce, toccando le pietre finiscono sull'Olimpo, nella zona della Sinfalide, l'unica zona rimasta fuori dal controllo di Ares, dove la nuova Afrodite riesce a sconfiggere Megan. Lo stesso ragazzo comparso in televisione a casa di Hoon, ribattezzato Jared, rivela loro che non hanno ereditato i poteri delle dee, perché in realtà sono le dee stesse, fuggite dall'Olimpo per impedire ad Ares di controllare la Fiamma d'Oro, cuore dell'Olimpo, e il mondo degli umani. Per riacquistare i loro ricordi, recuperano lo Specchio di Afrodite dal Lago delle Nereidi, dove vengono condotte da tre nuovi alleati, Sicano, Auron e Eadris, che tuttavia non segue con loro la missione perché pensa siano delle vigliacche. Rivissuta, tramite lo Specchio, la battaglia che aveva preceduto la loro trasformazione in mortali, Luce, Hoon e Sid tornano sulla Terra, portando con sé la corniola di Efesto, dalla quale Megan traeva i propri poteri.

### Il potere dei sogni
Un nuovo ragazzo, Sasha, entra nel gruppo di scherma di Sid e riesce a batterla. Convinta che sia un servo di Ares, la ragazza inizia a tenerlo d'occhio, ma la sua ossessione logora il rapporto con Luce e Hoon e le tre finiscono per litigare. Drakos, servo di Ares, approfitta di un momento in cui Hoon è da sola per rapirla e sottrarle la corniola di Efesto, che era caduta in mano alle dee dopo la dipartita di Megan. Ares trasforma Hoon in una statua e la mette insieme alle altre nel Dodekatheon. Sid e Luce si riappacificano per salvare l'amica: catturano Drakos, lo costringono a confessare dove ha portato Hoon e lo distruggono. Luce propone di usare il turchese di Ermes, la pietra che Drakos aveva con sé e che permette di cambiare aspetto, per trasformarsi in Drakos e andare da Ares con Sid, raccontando di averla catturata. Il loro inganno viene scoperto da Ares, ma le due dee riescono a liberare l'amica e a tornare a Rainbow Hill. Hoon racconta alle amiche di avere incontrato Morfeo in sogno: il dio si è liberato del Potere dei Sogni per non farlo cadere nelle mani di Ares e l'ha nascosto sulla Terra, nel parco di Blustery Hill, in un labirinto segreto che viene scoperto dalle tre dee. Mentre Sid ha una visione del giorno in cui, dieci anni prima, perse suo padre, Hoon riceve il Potere dei Sogni per riconsegnarlo a Morfeo, poi le ragazze tornano sull'Olimpo. Grazie a Sicano, raggiungono il Limbo delle Ceneri, dove Morfeo è prigioniero, e lo liberano, ma a causa di una maledizione scagliata da Ares, il ragazzo cade nell'Ade: Hoon, dapprima disperata, è decisa a scendere nell'Ade per salvarlo. Sid, intanto, ha la conferma che Auron è suo padre, che fu portato sull'Olimpo da Iris, invocata dalla dea ancora bambina. A Rainbow Hill, le tre dee vengono attaccate da Sasha, che si rivela essere un servo di Ares chiamato il Sicofante, che era stato inviato dal dio della guerra per recuperare il Potere dei Sogni: Sid, dunque, aveva ragione nei suoi confronti. Unendo i loro poteri, Hoon, Luce e Sid riescono a polverizzarlo e Sid si riappacifica con Dude, con cui aveva litigato a causa della presenza di Sasha.

### Prigioniero dell'Ade
Luce inizia a uscire con Dude, ma il ragazzo si comporta in modo strano e ha misteriosi vuoti di memoria. Mentre Sid cerca di liberarsi di Hugh Boiler, spasimante della madre, Hoon scopre di essere capace di usare il Potere dei Sogni datole da Morfeo, ma che tutto quello che sogna si avvera. Dopo aver fatto, in questo modo, crollare erroneamente la scuola, Hoon decide di salvare Morfeo dall'Ade e restituirgli il dono. Sid e Luce la seguono sull'Olimpo. Sulla via per l'Ade, le tre dee affrontano gli Oneiron, spettri con le sembianze dei loro familiari, riuscendo a sconfiggerli grazie al Potere dei Sogni. Poco dopo, però, le ragazze si imbattono in Dude: l'amico, manovrato dal rubino di Dioniso datogli da Sasha, è sotto il controllo di Ares e questo giustifica anche il suo strano comportamento. In un momento di lucidità, Dude riconosce Luce e scappa, inoltrandosi nel bosco. Sid lo segue, ma l'amico la distanzia e, quando riesce a raggiungerlo, lo trova riverso a terra gravemente ferito e senza più rubino. Eadris, accorsa sul posto, si offre di portarlo da suo padre Sicano, in modo che lo possa guarire. Le dee ignorano che sia stata proprio lei a ferirlo e a rubargli la pietra per portarla ad Ares, in cambio della promessa di non fare del male a suo padre. Sid, Hoon e Luce continuano il percorso, arrivando davanti ai Giudici dell'Ade, che le sottopongono a delle prove: Luce accetta così di scendere nell'Ade anche se potrebbe diventare brutta, Sid deve dire alle amiche che Auron è suo padre nonostante gli avesse promesso di non rivelarlo, mentre Hoon, pur di salvare Jared, beve l'acqua del fiume Lete che le fa dimenticare l'amore per Morfeo. Scese nell'Ade, affrontano e sconfiggono il mostro Erpestrem che tiene prigioniero Morfeo, liberandolo; incontrano poi Eadris che, uccisa da Ares, confessa di essere pentita per averle tradite. A Rainbow Hill, Hoon, Luce e Sid si accertano che Dude non rammenti cosa è successo: il ragazzo ha alcuni ricordi, ma pensa si sia trattato di un sogno. Intanto, sull'Olimpo, Ares evoca l'Ogladon versando sulla Fiamma d'Oro le stille di Atena, Afrodite e Artemide, assorbite da Dude tramite il rubino.

### La fiamma degli Dei
Mentre Morfeo viaggia per l'Olimpo alla ricerca degli oggetti nei quali ha nascosto i ricordi di Sid, Hoon e Luce, a Rainbow Hill Dude, tormentato da continui flash su quanto accaduto sull'Olimpo con le tre dee, lascia Luce, nella speranza che i flash scompaiano. Ares termina l'evocazione dell'Ogladon, si impossessa delle pietre degli dei, li uccide distruggendone i simulacri e scompare. Contemporaneamente, un'inondazione sommerge la parte bassa di Rainbow Hill. La Fiamma d'Oro si spegne e l'Olimpo inizia ad essere distrutto, assorbito da un gigantesco gorgo nero. Grazie al ricordo contenuto nell'elmo di Atena, Hoon, Luce e Sid capiscono che il gorgo è Caos, inizio e fine di ogni cosa, che generò il mondo divino grazie alla sua Vampa. Per recuperare l'oggetto e salvare l'Olimpo, le dee e Morfeo scendono nel gorgo, rischiando di essere distrutti dalle sue pareti. Morfeo si sacrifica per permettere alle dee di salvarsi: così, l'effetto dell'acqua del Lete finisce e Hoon torna ad essere innamorata di lui. Giunte al cospetto di Caos e superata la prova alla quale le sottopone, le ragazze tornano al Dodekatheon con la Vampa, ma per riaccendere la Fiamma è necessario che una di loro sacrifichi la propria pietra: così, Sid getta la sua ossidiana nel fuoco, rinunciando ai propri poteri. L'Olimpo rivive, alimentato dalla Fiamma Nera di Artemide, tornando a essere quello di un tempo. Sid decide di restare nel mondo divino insieme a suo padre: i due vengono raggiunti da Gail, messa al corrente della verità. Hoon e Luce, invece, tornano a Rainbow Hill: mentre la prima riesce, inconsapevolmente, a resuscitare Morfeo tramite un sogno e il Chiarore d'Onda donatole dalla dea Cyndra, la seconda racconta a Dude la verità sulla loro identità e sui loro poteri, e quest'ultimo si scusa con lei per averla lasciata, confessandole di riuscire a sentire la presenza del rubino di Dioniso. I dubbi di Hoon vengono così confermati: Ares si trova sulla Terra. Il dio della Guerra, infatti, non ha spento la Fiamma d'Oro: l'ha staccata dall'Olimpo, portandola via con sé, e l'ha legata alla Terra, dove vuole stabilire il proprio dominio.

### Il sorriso del traditore
Termina la scuola a Rainbow Hill. Mentre i poteri di Luce e Hoon impazziscono, Sid decide di trovare una nuova arma e si affida, contro il parere di tutti, all'enigmatico Soter. Il ragazzo la accompagna ad un villaggio disabitato dove troveranno delle armi, ma si tratta, in realtà, di un incontro combinato con il Tauro Kamarel, un tempo costretto a servire Ares, che chiede a Sid di aiutare lui e i suoi compagni a integrarsi nella comunità dell'Olimpo. Mentre parlano, vengono attaccati da un gruppo di scherani del dio della Guerra: Soter e Kamarel hanno teso una trappola a Sid, che viene catturata. Hoon arriva sull'Olimpo per parlare con l'amica, scoprendo così quello che le è successo. Affidata la questione a Morfeo, torna a Rainbow Hill per avvisare Luce, senza però trovarla. Quest'ultima, infatti, determinata a godersi l'estate e a dimenticare Ares, è andata a una festa sulla spiaggia con Dude: qui, il ragazzo, nuovamente controllato dal rubino di Dioniso e dal Signore della Guerra, ha attirato lei e altri amici in mare, in modo che le meduse Aqualoon di Ares li catturassero per portarli all'isola Atat, nuovo covo di Ares. Nel frattempo, sull'Olimpo, Sid scopre che Soter e Kamarel hanno solo finto di averla tradita e, riottenuti i suoi poteri dalla Fiamma Nera, la giovane dea aiuta gli abitanti del regno divino a placare l'attacco degli scherani di Ares. Sull'isola Atat, mentre il dio assorbe l'energia vitale dei ragazzi per rinvigorire il suo corpo, Dude si risveglia e libera Luce, imprigionata nella roccia. Raggiunti da Hoon, che li ha trovati grazie al GPS del cellulare, affrontano Ares, ma neanche l'aiuto delle Menadi, che Dude libera dal rubino, riesce a mettere in difficoltà il dio della Guerra. I tre, inoltre, non possono comunque ucciderlo, perché Ares è legato alla Fiamma d'Oro dell'Olimpo, a sua volta legata alla Terra, e quindi la sua morte provocherebbe la distruzione totale del nostro pianeta, come Hoon scopre grazie ai suoi clic. L'arrivo tempestivo di Sid salva la vita dei suoi amici. Grazie alla Polsiera della Negazione, una potente arma appartenuta al Signore della Guerra, la dea riduce quest'ultimo in fin di vita e lo imprigiona in un sarcofago dal quale non potrà più uscire: in questo modo, l'ultima scintilla di vita del dio sopravviverà, e né la Terra né l'Olimpo saranno distrutti. Mentre Luce e Dude diventano una coppia, Sid decide di continuare a vivere sull'Olimpo per aiutare a gestire la nuova situazione con i Tauri e i Lykaon pentiti.

### L'ultimo desiderio
Sconfitto Ares, per le tre dee la vita scorre serena e partono insieme per le vacanze estive al mare. Ma, da quando Sid ha indosso la Polsiera della Negazione, si comporta in modo strano: è tormentata dagli incubi, è irascibile e violenta e ha spesso vuoti di memoria. Soter sospetta che sia colpa della Polsiera e, con Kamarel, chiede consiglio alla Lykaon Erion per far togliere l'arma a Sid, scoprendo suo malgrado che la Polsiera si stacca da sola quando il suo possessore è in punto di morte. Sid, lasciando sole le amiche, va sull'isola di Atat e ruba il corpo di Ares, colpendo Morfeo con la Polsiera. Il dio dei Sogni cade in coma. Hoon, Luce, Soter e Dude partono all'inseguimento dell'amica e, grazie ai suggerimenti di uno spirito misterioso, la trovano all'Orrido Senza Perdono: qui, Sid sta cercando di trasferire lo spirito di Ares nel suo corpo originario, utilizzando le pietre degli dei. L'anima di Ares si trova nella Polsiera della Negazione, dove si è trasferita durante l'ultimo scontro, e controlla Sid tramite l'arma, che un tempo era sua. Durante lo scontro, il corpo di Ares viene accidentalmente distrutto e il dio della Guerra si ritrova così confinato per sempre dentro Sid. Hoon, Luce, Dude e Soter scoprono che l'anima della giovane dea, invece, è stata accolta dall'Olimpo e che è lei lo spirito che li ha condotti da Ares. La coscienza di Sid, però, si sta fondendo con il mondo divino: per evitare che scompaia, Luce utilizza l'opale di Era per far entrare Sid dentro Soter, dietro richiesta del ragazzo, che la ama. Il gruppo riparte all'inseguimento di Ares e riesce a tramortirlo prima che li distrugga con lo Schianto dell'Ombra: Sid si sposta nella Polsiera della Negazione, dove, grazie anche ai poteri delle sue amiche, riesce a battere Ares, che resta intrappolato nell'oggetto sotto forma di pietra. Poiché il signore della Guerra è in fin di vita, la Polsiera si stacca dal corpo di Sid. A causa dello sforzo, però, la giovane cade in coma. Alcuni giorni dopo, Morfeo si risveglia, invece Sid no, morendo, ma all'ultimo momento Soter riesce a riportarla indietro. Sid decide di restare definitivamente sull'Olimpo, dove prepara una casa per sé, le sue amiche e i loro ragazzi, mentre Hoon e Luce cominciano il nuovo anno scolastico a Rainbow Hill, dove Morfeo si è trasferito nella vecchia casa di Sid.

## Edizioni
- Elena Kedros, Ragazze dell'Olimpo - 1. Lacrime di cristallo, Arnoldo Mondadori Editore, 2008,  p. 248, ISBN 978-88-04-57519-1.
- Elena Kedros, Ragazze dell'Olimpo - 2. Il potere dei sogni, Arnoldo Mondadori Editore, 2008,  p. 248, ISBN 978-88-04-58416-2.
- Elena Kedros, Ragazze dell'Olimpo - 3. Prigioniero dell'Ade, Arnoldo Mondadori Editore, 2009,  p. 240, ISBN 978-88-04-58789-7.
- Elena Kedros, Ragazze dell'Olimpo - 4. La fiamma degli Dei, Arnoldo Mondadori Editore, 2009,  p. 240, ISBN 978-88-04-59397-3.
- Elena Kedros, Ragazze dell'Olimpo - 5. Il sorriso del traditore, Arnoldo Mondadori Editore, 2009,  p. 240, ISBN 978-88-04-59754-4.
- Elena Kedros, Ragazze dell'Olimpo - 6. L'ultimo desiderio, Arnoldo Mondadori Editore, 2010,  p. 296, ISBN 978-88-04-60350-4.

I sei volumi sono stati raccolti in due trilogie, la prima contenente i primi tre libri, la seconda gli ultimi:
- Elena Kedros, Ragazze dell'Olimpo - La prima trilogia, Arnoldo Mondadori Editore, 2009,  p. 768, ISBN 978-88-04-59678-3.
- Elena Kedros, Ragazze dell'Olimpo - La battaglia delle dee, Arnoldo Mondadori Editore, 2011,  p. 720, ISBN 978-88-04-60567-6.

Il primo omnibus contiene anche il racconto inedito Il segreto svelato.

## Titoli internazionali
| Stato                | Titolo                  | Note                                                                           |
| -------------------- | ----------------------- | ------------------------------------------------------------------------------ |
| Francia              | Les filles de l'Olympe  | Luce si chiama Lucy, Hoon è Kim e Sid è Liz.                                   |
| Paesi Bassi          | Kinderen van de Olympus |                                                                                |
| Grecia               | Τα Κορίτσια του Ολύμπου | Luce è Loútse (Λούτσε), Sid si chiama Sint (Σιντ), mentre Hoon è Choun (Χουν). |
| Spagna               | Las chicas del Olimpo   |                                                                                |
| Serbia               | Девојчице са Олимпа     | Luce si chiama Lucy.                                                           |
| Russia               | Девушки с Олимпа        | Luce si chiama Lucy.                                                           |
| Ungheria             | Olimposz lányai         |                                                                                |
| Bosnia ed Erzegovina | Devojčice sa Olimpa     |                                                                                |

## Serie animata
A settembre 2010, The Animation Band acquisì i diritti per trasformare Ragazze dell'Olimpo in una serie animata. Nel 2011, insieme a Rai Fiction, diede il via alla produzione della serie, strutturata in 26 episodi da 26 a 30 minuti l'uno. Presentata alla conferenza stampa di Rai Fiction durante la 15ª edizione del Festival Cartoons on the Bay, tenutosi a Rapallo dal 7 al 10 aprile 2011, ottenne un buon riscontro da parte del pubblico. Il 17 novembre 2011, The Animation Band pubblicò un teaser di presentazione della serie e dei personaggi. Al festival dell'anno successivo, Ragazze dell'Olimpo venne ripresentata ottenendo una candidatura nella categoria miglior pilota di serie, venne diffuso in rete un trailer in inglese e in italiano, e fu annunciata dalla Rai tra i cartoni animati da trasmettere su Rai 2 entro maggio 2013. Tuttavia la serie non venne mandata in onda in TV in quell'occasione.
La pubblicazione della serie è avvenuta il 16 luglio 2021 sul portale streaming RaiPlay. In TV esordisce il 4 gennaio 2022 su Rai Gulp. Le sigle Ragazze dell'Olimpo e Nella notte dei tempi sono cantate da Alesol.

### Voci
- Hoon: Monica Vulcano
- Luce: Alessandra Berardi
- Sid: Sabine Cerullo
- Dude: Marco Briglione
- Morfeo: Omar Vitelli
- Sicano: Roberto Fidecaro

### Staff
- Marco Marcolini presenta: Ragazze dell'Olimpo
- Regia di: Marco Marcolini, Carlo Odorici
- Produttore esecutivo The Animation Band: Marco Marcolini
- Produttore esecutivo Rai: Annita Romanelli
- Produttore associato: CP and Partners
- Sceneggiatura: Paola Mulazzi (accreditato come P. Mulazzi), Alessandro Sisti (accreditato come A. Sisti), Marco Marcolini (accreditato come M. Marcolini)
- Liberamente ispirato alla serie "Ragazze dell'Olimpo" di: Elena Kedros
  - Edita da: Mondadori Libri SpA
  - E al progetto grafico di: Federico Bertolucci
- Direzione artistica: Beatrice Marcolini
- Grafica personaggi: Nicoletta Persello, Carlo Odorici, Matteo Pincelli
- Coordinamento produzione: Matteo Marcolini
- Animazione: The Animation Band, Studio SEK (non accreditato)
  - Storyboard: Carlo Odorici, Kim Wu-Moon
  - Props: Federico Tognoli, Hea Xinting
  - Direttore animazioni: Jong Choi
  - Scenografie: Robert Pak
  - Assistente animazione: Mia Sun-Lee
- Musiche: Francesco Morettini, Luca Angelosanti
- Edizione musicale: The Animation Band, CP and Partners
- Doppiaggio e sonorizzazione: Sun's Edition Video
  - Montaggio: Gabriele Giorgio
  - Direzione del doppiaggio: Paola Del Bosco
  - Assistente al doppiaggio: Alessandra Giorgio
- Assistenti di produzione: Sabrina Saviantoni, Alberto Ventafridda, Fajar Aditya Budiprasetyo, Laura Osborne
- Una coproduzione: The Animation Band, Rai Ragazzi
- © The Animation Band - Rai Ragazzi

### Colonna sonora
Sigla di apertura - "Ragazze dell'Olimpo"
Cantate da: Alesol
Sigla di chiusura - "Nella notte dei tempi"
Cantate da: Alesol
"Unpaio d'ali" (Ep. 01)
Cantate da: Alesol
"Do I have time to be me" (Ep. 01)
Cantate da: Glenys Vargas
"Ogni stella che vedrò" (Eps. 02 & 16)
Cantate da: Alesol
"Tonare qui" (Ep. 05)
Cantate da: Alesol
"Trasformazione" (Ep. 06)
Cantate da: Alesol
"Ogni amicizia è un isola" (Eps. 08 & 10)
Cantate da: Alesol
"Non posso credere che" (Ep. 09)
Cantate da: Ornella Altore
"Amiche più che mai" (Ep. 11)
Cantate da: Ornella Altore
"Cosa c è di meglio" (Ep. 13)
Cantate da: Ornella Altore
"Sempre con te" (Ep. 14)
Cantate da: Ornella Altore
"Quanto tempo ci vorrà" (Ep. 18)
Cantate da: Ornella Altore
"Ora dopo ora" (Eps. 19 & 22)
Cantate da: Ornella Altore
"E il mondo gira" (Ep. 20)
Cantate da: Ornella Altore
"Love You" (Ep. 21)
Cantate da: Ornella Altore
"Arcobaleno" (Ep. 24)
Cantate da: Ornella Altore
"Insieme noi per sempre" (Ep. 26)
Cantate da: Ornella Altore

### Episodi
1. L'incontro
2. L'emissario
3. Lacrime di cristallo
4. La rivelazione
5. Il lago delle Nereidi
6. Auron
7. Morfeo
8. L'Anemos
9. Il segreto di Auron
10. Sasha
11. Il limbo delle ceneri
12. Il ritorno di Hoon
13. Il dono di Morfeo
14. Il concerto
15. L'Infraverso
16. Il tradimento
17. La città dei fantasmi
18. Il sortilegio
19. Il potere dei sogni
20. Il guardiano dell'Ade
21. La prova
22. Discesa nell'Ade
23. Attacco alla Sinfalide
24. La freccia d'argento
25. Battaglia finale
26. Le Dee dell'Olimpo